# Ethemon basale
Ethemon basale là một loài bọ cánh cứng trong họ Cerambycidae.